# Brent Van Moer
Brent Van Moer (Beveren, 12 de enero de 1998) es un ciclista profesional belga que compite con el equipo Lotto Cycling Team.

## Palmarés
2018
- 2.º en el Campeonato Mundial Contrarreloj sub-23 [4]

2019
- 1 etapa del Triptyque des Monts et Châteaux

2021
- 1 etapa del Critérium del Dauphiné

## Resultados en Grandes Vueltas
| Carrera | Carrera         | 2019 | 2020  | 2021 | 2022  | 2023 | 2024 | 2025 |
| ------- | --------------- | ---- | ----- | ---- | ----- | ---- | ---- | ---- |
|         | Giro de Italia  | —    | —     | —    | —     | —    | ―    | —    |
|         | Tour de Francia | —    | —     | 65.º | 120.º | —    | 95.º | 84.º |
|         | Vuelta a España | —    | 100.º | —    | ―     | —    | —    | —    |

—: no participa
Ab.: abandono

## Equipos
- Lotto Soudal (stagiaire) (2018)[2]
- Lotto[5] (2019[3]-)
  - Lotto Soudal (2019-2022)
  - Lotto Dstny (2023-2024)
  - Lotto Cycling Team (2025-)